# Sarah Strange
Sarah Strange (née le 6 septembre 1974 à Vancouver au Canada) est une actrice canadienne.

## Filmographie

### Cinéma
- 1995 : Les Quatre Filles du docteur March de Gillian Armstrong : Une amie de Sally
- 2004 : Chasseur de têtes de Kristoffer Tabori : Petra Ghirov
- 2004 : Calibre 45 (.45) de Gary Lennon : Vic
- 2005 : La Voix des morts de Geoffrey Sax : Jane
- 2008 : Stargate : L'Arche de vérité de Robert C. Cooper : Morgan La Fée

### Télévision
- 1996 : MillenniuM - Saison 1 épisode : 13 : Maura (Série télévisée)
- 1994 : X Files : Kimberly -  Saison 2 épisode 5 : Duane Berry 1/2
- 1996 : Au-delà du réel : l'aventure continue / The Outer Limits - Saison 2, épisode 19 : Une star déchue / Falling Star : Rachel Connors  (Série télévisée)
- 1997 : Poltergeist : Les Aventuriers du surnaturel - Saison 2 épisode : 17, 18 : suzy (Série télévisée)
- 1997 : Délit d'abandon (Unwed Father) de Michael Switzer (téléfilm) : Sherry
- 1998 : Viper - Saison 4 épisode : 6 : Vicky Lee (Série télévisée)
- 1998 : Sarah Strange - Saison 3 épisode : 21 : Justine
- 1998 : Trop tard pour être mère ? (An Unexpected Life) : Claudia (TV)
- 1998 : First Wave - Saison 1 épisode : 3 : Hank (Série télévisée)
- 2001 : Dark Angel - Saison 2 épisode : 13 : Betty (Série télévisée)
- 2002 : Jeremiah - Saison 1 épisode : 17 : Maggie (Série télévisée)
- 2002 : La Treizième Dimension - Saison 1 épisode : 23 : Roxanne (Série télévisée)
- 2004 : ReGenesis - Saison 1 : Jill Langston (Série télévisée)
- 2004 : La Vie comme elle est - Saison 1 épisode : 3, 11, 12, 13 : Mia Tynan (Série télévisée)
- 2004 : Les Forces du mal - Saison 1 épisode : 6 : Laura Ames (Série télévisée)
- 2004 : The L Word - Saison 1 épisode : 9 : Annette Bishop (Série télévisée)
- 2006 : Men in Trees : Leçons de séduction - Saison 1 : Theresa (Série télévisée)
- 2006 : Stargate SG-1-Saison 10 épisode 3 : Morgane la Fée (Série télévisée)
- 2006 : ReGenesis - Saison 2 : Jill Langston (Série télévisée)
- 2007 : Men in Trees : Leçons de séduction - Saison 2 : Theresa (Série télévisée)
- 2007 : Sanctuary - Saison 1 épisode : 5 : Alison (Série télévisée)
- 2007 : ReGenesis - Saison 3 épisode : 3 : Jill Langston (Série télévisée)
- 2012 : Enceinte avant la fac (The Pregnancy Project) (TV) : Leann Strahle
- 2013 : Mystère à Glenwood (Garage Sale Mystery) (TV) : Danielle
- 2014 : Une dangereuse élève (Honor Student) (TV) : Erica
- 2014 : L'Étincelle de Glenwood (Garage Sale Mystery: All That Glitters) (TV) : Danielle
- 2016 :  Un flic à la maternelle 2 (Kindergarten Cop 2) (TV) : mademoiselle Sinclaire